# Prismognathus alessandrae
Prismognathus alessandrae là một loài bọ cánh cứng trong họ Lucanidae. Loài này được Bartolozzi mô tả khoa học năm 2003.